# Jim Lovell
James Arthur Lovell Jr., detto Jim (Cleveland, 25 marzo 1928 – Lake Forest, 7 agosto 2025), è stato un astronauta statunitense della NASA.
Nel 1968, come pilota del modulo di comando e servizio della missione Apollo 8 divenne uno dei primi tre astronauti a volare fino alla Luna e ad entrare nella sua orbita. Successivamente, nel 1970, comandò la missione Apollo 13 durante la quale, a seguito dell'esplosione di un serbatoio di ossigeno, fu costretto ad annullare la prevista discesa sulla Luna. 
Laureatosi nel 1952 presso la United States Naval Academy di Annapolis (Maryland), Lovell divenne pilota militare di caccia McDonnell F2H Banshee. Prestò servizio nel Pacifico a bordo della portaerei USS Shangri-La. Nel gennaio 1958, iniziò un corso di sei mesi per piloti collaudatori presso il Naval Air Test Center alla Naval Air Station Patuxent River, Maryland, diplomandosi come primo del corso. Successivamente fu assegnato alla sezione riguardante i test elettronici lavorando sui radar, e nel 1960 divenne responsabile del programma McDonnell Douglas F-4 Phantom II della Marina degli Stati Uniti. Nel 1961 diventò istruttore di volo e ufficiale per la sicurezza ingegneristica presso la Naval Air Station Oceana a Virginia Beach, e completò il corso di Aviation Safety School all'University of Southern California.
Lovell non fu selezionato dalla NASA come uno dei Mercury Seven a causa di un temporaneo alto livello di bilirubina riscontrato. Fu però accettato nel settembre 1962 come membro del secondo gruppo di astronauti (i cosiddetti New Nines) pensato per formare gli equipaggi che avrebbero servito nei programmi Gemini e Apollo. Le sue prime missioni spaziali furono Gemini 7 nel 1965 e Gemini 12 nel 1966. Nella sua carriera di astronauta Lovell stabilì diversi record: fu il primo essere umano a volare nello spazio quattro volte, uno dei 24 uomini ad aver volato fino alla Luna, il primo a volare due volte verso la Luna e l'unico a farlo senza mai atterrarci. Fu insignito della Congressional Space Medal of Honor e della Presidential Medal of Freedom. Co-autore del libro del 1994 Lost Moon, da cui è tratto il film del 1995 Apollo 13, in cui appare in un breve cameo.

## Biografia

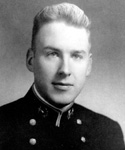
Lovell in uniforme da midshipman (mezzomarinaio) ad Annapolis nel 1952

James Arthur Lovell Jr. nacque a Cleveland, Ohio, il 25 marzo 1928. Era l'unico figlio di James Lovell Sr., un venditore di fornaci nato a Toronto e morto in un incidente d'auto quando Lovell Jr. aveva cinque anni, nel 1933, e di Blanche, nata Masek, di origine ceca. Per due anni dopo la morte del padre, Lovell e sua madre vissero con un parente a Terre Haute (Indiana). Successivamente si trasferirono a Milwaukee, nel Wisconsin, dove frequentò la Solomon Juneau Business High School. Durante l'infanzia fu membro degli Scout e divenne Eagle Scout, il più alto grado dell'organizzazione. Da adolescente si interessò ai razzi di cui ne costruiva modelli volanti.
Dopo il diploma, Lovell frequentò per due anni l'università del Wisconsin a Madison, dove studiò ingegneria, dal 1946 al 1948, nell'ambito del programma della United States Navy denominato "Flying Midshipman". Successivamente attribuì a questo programma il merito di avergli dato la possibilità di frequentare il college, poiché altrimenti non avrebbe avuto i mezzi economici. All'università giocò a football e aderì alla confraternita Alpha Phi Omega. Per integrare la modesta borsa di studio della Marina, lavorava in un ristorante locale lavando piatti, sparecchiando tavoli e badando ai topi da laboratorio dell'università nei fine settimana.
Durante l'estate del 1948, mentre frequentava l'addestramento pre-volo, la Marina iniziò a ridurre il programma e i cadetti vennero fortemente sollecitati a trasferirsi altrove. Si temeva che molti, se non la maggior parte, degli studenti che avessero conseguito il brevetto di aviatore navale non avrebbero avuto posti come piloti. Per evitare questa eventualità, Lovell decise di fare domanda alla United States Naval Academy di Annapolis, nel Maryland. Ottenuta la nomina dal suo rappresentante al Congresso, John C. Brophy, entrò ad Annapolis nel luglio 1948.
Durante il primo anno scrisse un elaborato sul razzo a propellente liquido. Si diplomò nella primavera del 1952 con una laurea in Scienze e venne inquadrato come guardiamarina nella Marina.

## Matrimonio e famiglia
Durante gli anni delle scuole superiori, Lovell iniziò a frequentare Marilyn Lillie Gerlac. Da studentessa universitaria, lei si trasferì dal Wisconsin State Teachers College alla George Washington University di Washington, per stargli vicino mentre lui frequentava l'Accademia navale ad Annapolis. Si sposarono il 6 giugno 1952 in una cerimonia presso la chiesa di Sant’Anna ad Annapolis. La coppia ebbe quattro figli: Barbara, James, Susan e Jeffrey.

## Servizio nella Marina

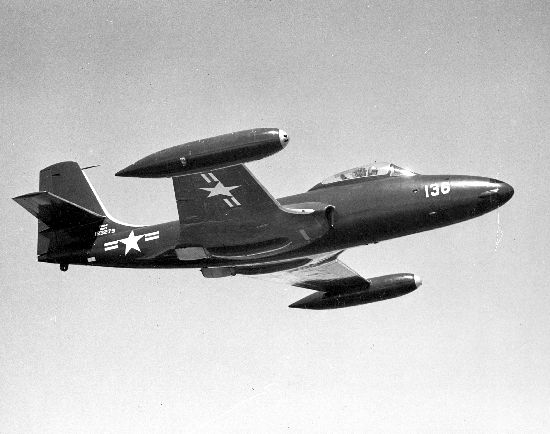
Un McDonnell F2H Banshee

Lovell fu uno dei 50 studenti della sua classe di 783 diplomati che vennero inizialmente selezionati per l’addestramento di aviazione navale. Frequentò la scuola al volo presso la Naval Air Station Pensacola da ottobre 1952 a febbraio 1954. Fu designato aviatore navale il 1º febbraio 1954, al completamento dell'addestramento cone pilota, e fu assegnato al VC-3 presso Moffett Field vicino a San Francisco, California. Dal 1954 al 1956 pilotò caccia notturni McDonnell F2H Banshee. In questo periodo partecipò anche ad una missione nel Pacifico Occidentale a bordo della portaerei USS Shangri-La. Alla fine Lovell portò a termine 107 appontaggi di una portaerei. Al suo ritorno al servizio a terra, fu riassegnato per fornire addestramento di transizione ai piloti per il North American FJ-4 Fury, il McDonnell F3H Demon e il Vought F-8 Crusader.
Nel gennaio 1958, Lovell iniziò un corso di sei mesi per pilota collaudatore presso quello che allora era il Naval Air Test Center (ora la United States Naval Test Pilot School) alla Naval Air Station Patuxent River (Maryland), con la Classe 20, di cui fecero parte anche i futuri astronautai Wally Schirra e Pete Conrad, che diedero a Lovell il soprannome "Shaky". Lovell si diplomò al primo posto della classe. Di solito il primo della classe veniva assegnato dopo il diploma ai test di volo, ma poiché il responsabile dei test elettronici si era lamentato di non aver mai avuto il primo classificato, Lovell fu assegnato proprio ai test elettronici, dove lavorò con i sistemi radar.
Più tardi nello stesso anno, Lovell, Conrad e Schirra furono tra i 110 piloti collaudatori militari selezionati come potenziali candidati astronauti per il Programma Mercury. Schirra divenne uno dei Mercury Seven, ma Lovell fu scartato a causa di un temporaneo livello elevato di bilirubina riscontrato nelle analisi del sangue. Nel 1960, i test elettronici furono uniti ai test degli armamenti per diventare test sulle armi, e Lovell divenne il responsabile del programma McDonnell Douglas F-4 Phantom II. Durante questo periodo il futuro astronauta John Young prestò servizio alle sue dipendenze. Nel 1961 Lovell ricevette l’ordine di assegnazione al VFA-101 presso la Naval Air Station Oceana a Virginia Beach, come istruttore di volo e ufficiale per la sicurezza ingegneristica, contestualmente completò la Scuola di Sicurezza in Aviazione presso la University of Southern California.

## Carriera come astronauta

### Selezione

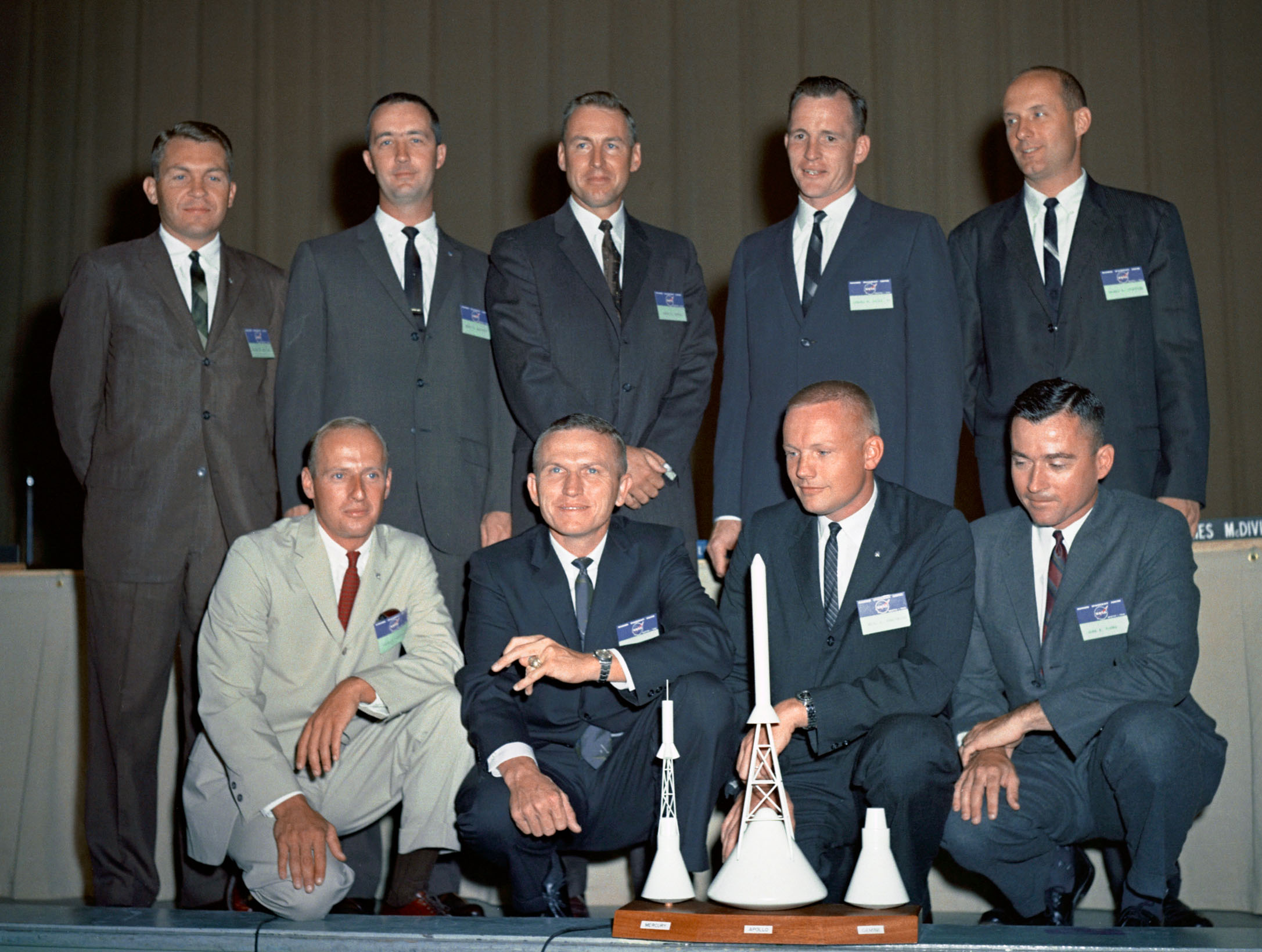
I NASA Astronaut Group 2. Prima fila, da sinistra: Charles Conrad, Frank Borman, Neil Armstrong, John Young.
In piedi da sinistra: Elliot See, James McDivitt, Jim Lovell, Edward White, Thomas Stafford.

Nel 1962, la NASA iniziò a reclutare il suo secondo gruppo di astronauti, destinati a volare durante i programmi Gemini e Apollo. Diversamente da quanto avvenne in occasione dei Mercury Seven il processo fu pubblicizzato. Lovell venne a conoscenza della selezione da un annuncio pubblicato su 'ìAviation Week & Space Technologyì' e decise di candidarsi una seconda volta. Un comitato di selezione di tre persone, composto dagli astronauti del 'ìMercury Sevenì' Alan Shepard e Deke Slayton, e dal collaudatore NASA Warren J. North, ridusse i candidati a 32 finalisti, che furono inviati alla Brooks Air Force Base di San Antonio per esami medici. I test erano molto simili a quelli usati per selezionare il gruppo precedente, ma questa volta Lovell li superò. I 27 candidati rimasti a quel momento si recarono poi alla Ellington Air Force Base vicino a Houston, dove furono intervistati individualmente dal comitato di selezione.
Il 14 settembre, Slayton informò Lovell che era stato accettato. Per evitare di rendere nota la cosa alla stampa prima del dovuto, tutti si registrarono al Rice Hotel di Houston usando il nome di Max Peck, il direttore generale dell’hotel. Il 17 settembre, i media si affollarono nella Cullen Auditorium da 1800 posti dell’Università di Houston per l’annuncio ufficiale, ma fu un evento sottotono rispetto alla presentazione dei Mercury Seven avvenuta tre anni prima. Il gruppo divenne noto come i "New Nine". I nuovi astronauti si trasferirono nei dintorni di Houston nell’ottobre 1962. Conrad e Lovell comprarono le proprie case a Timber Cove, a sud del Manned Spacecraft Center (MSC). Gli impresari edili di Timber Cove offrirono agli astronauti mutui con piccoli anticipi e bassi tassi di interesse. Il complesso MSC non era ancora completo, così la NASA affittò temporaneamente alcuni uffici a Houston.
Il compito di supervisionare l’addestramento dei New Nine ricadde sull’astronauta Mercury Seven Gus Grissom. Inizialmente, ciascun nuovo astronauta frequentò quattro mesi di lezioni teoriche su argomenti come propulsione spaziale, meccanica orbitale, astronomia, informatica e medicina spaziale. Le lezioni duravano sei ore al giorno, due giorni alla settimana, e tutti e sedici gli astronauti dovevano partecipare. Vi fu anche familiarizzazione con la navicella Gemini, i razzi Titan II e Atlas, e il veicolo target Agena. L’addestramento alla sopravvivenza nella giungla fu condotto presso la Tropic Survival School dell'USAF presso la Albrook Air Force Station, quello nel deserto alla Stead Air Force Base in Nevada, e quello acquatico sul Dilbert Dunker presso la scuola della USN alla Naval Air Station Pensacola e nella Galveston Bay. Seguendo il precedente stabilito dai Mercury Seven, ciascuno dei Next Nine fu assegnato a un’area speciale in cui sviluppare competenze da condividere con gli altri, e fornire contributi a progettisti e ingegneri. Lovell divenne responsabile dei sistemi di recupero.

### Programma Gemini

#### Gemini 7

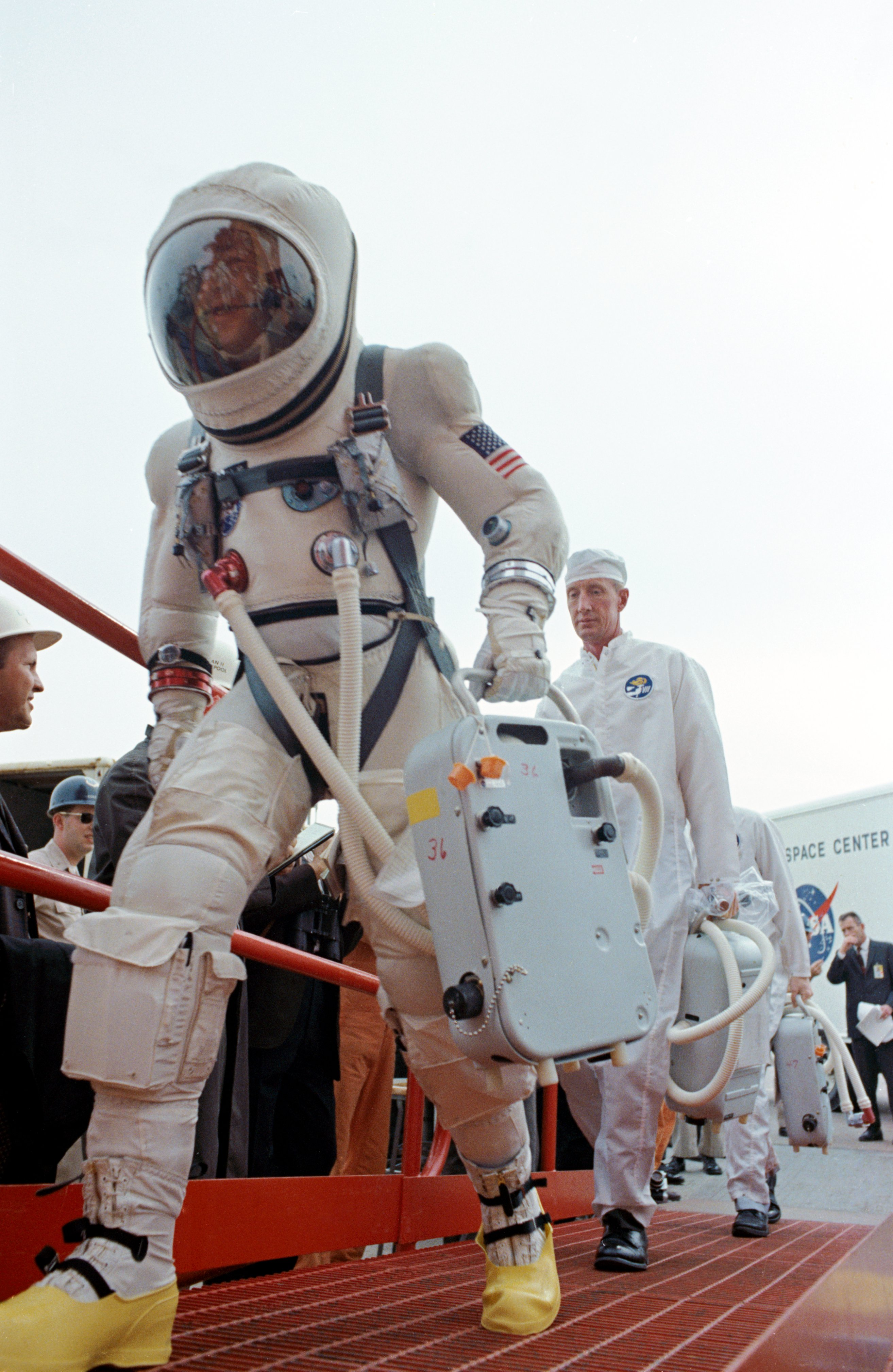
Lovell prima del lancio di Gemini 7 nella speciale tuta spaziale G5C, che aveva un cappuccio con cerniera e visiera invece di un casco rigido

Il 29 luglio 1964 venne ufficialmente annunciata la selezione di Lovell come pilota di riserva per la missione Gemini 4, e questo lo metteva nella posizione di essere assegnato a un primo volo spaziale tre missioni dopo, come pilota della Gemini 7 comandata Frank Borman, secondo un sistema di rotazione ideato da Slayton. Borman era un ufficiale USAF e Lovell lo aveva conosciuto per la prima volta durante il processo di selezione degli astronauti. La loro designazione per la missione fu annunciata ufficialmente il 1º luglio 1965, insieme a quella di Edward White e Michael Collins come equipaggio di riserva.
Come tutte le missioni Gemini, la Gemini 7 era pensata come preparazione al programma Apollo. L'obiettivo specifico del volo era valutare gli effetti su equipaggio e veicolo spaziale di quattordici giorni in orbita, un tempo considerato possibile per una futura possibile missione lunare, consentendo così ai medici di valutare gli aspetti sanitari di un tale volo. La missione Gemini 6 che la precedeva doveva dimostrare invece le tecniche di rendezvous, anch’esse fondamentali per il programma Apollo. Queste tecniche erano state sviluppate da Dean Grimm e da Buzz Aldrin, e quest’ultimo ne aveva fatto oggetto della sua tesi di dottorato.
La missione Gemini 6, comandata da Schirra con Thomas Stafford come pilota, subì un contrattempo il 15 ottobre 1965, quando il veicolo bersaglio Agena, con cui avrebbero dovuto effettuare il rendezvous, esplose poco dopo il decollo. Lovell era presente al Launch Control Center di Cape Kennedy quando ciò accadde. I funzionari della McDonnell Aircraft Corporation, costruttore della capsula Gemini, proposero quindi la possibilità di un rendezvous tra Gemini 6 e Gemini 7 durante le due settimane di permanenza di quest’ultima in orbita. L’unico cambiamento richiesto al piano di volo di Gemini 7 sarebbe stata la circolarizzazione dell’orbita per abbinarla a quella prevista per l’Agena. Borman respinse la proposta di Schirra di scambiare Lovell e Stafford durante il volo, ritenendola una scelta potenzialmente rischiosa e controproducente per l’obiettivo della missione di quattordici giorni per via della necessaria perdita di ossigeno.
Nella pianificazione della missione si decise che entrambi gli astronauti avrebbero dormito nello stesso momento e osservato gli stessi periodi di lavoro, uno al mattino e uno al pomeriggio. Gli esperimenti non erano programmati rigidamente, ma inseriti quando possibile. Dei venti esperimenti, otto erano medici studiati allo scopo di raccogliere dati sugli effetti del volo spaziale di lunga durata. Dei restanti, quattro erano test dei sistemi della navicella, cinque riguardavano radiometria o la navigazione, e tre erano di fotografia e osservazione. Per risparmiare spazio, la tuta spaziale G5C aveva un cappuccio morbido invece del casco e cerniere al posto dell’anello al collo. Pesava un terzo in meno della tuta standard e poteva essere riposta più facilmente.
Gemini 7 decollò il 4 dicembre 1965, raggiungendo un’orbita quasi circolare di altitudine media di circa 300 chilometri. Lovell, più alto di Borman, ebbe più difficoltà a indossare e togliere la tuta. Inizialmente era previsto che un astronauta dovesse restare con la tuta, ma ciò risultava scomodo e caldo, quindi il controllo missione acconsentì a che entrambi potessero toglierla. Gemini 6, ribattezzata Gemini 6A, tentò il lancio il 12 dicembre: i motori si accesero, ma si spensero dopo meno di due secondi a causa di un problema elettrico e di un tappo di carburante lasciato accidentalmente in sede. Dopo le riparazioni, Gemini 6A partì con successo il 15 dicembre e raggiunse Gemini 7 alla quarta orbita. Le due navicelle volarono in tandem per tre orbite, a una distanza variabile tra 0,30 e 90 metri . Gemini 6A rientrò sulla Terra il 16 dicembre.
Negli ultimi due giorni della missione, Lovell ebbe tempo di leggere parte di Drums Along the Mohawk di Walter D. Edmonds. Come nei precedenti voli di lunga durata, si accumularono diversi guasti: due propulsori RCS smisero di funzionare a causa della presenza di un vecchio tipo di laminato presente nella camera di combustione, invece del nuovo sviluppato per risolvere il problema. Questo fu solo un lieve inconveniente, destò più preoccupazione una perdita di potenza nelle celle a combustibile. Al tredicesimo giorno, una spia di allarme restò accesa costantemente e si temette un guasto molto serio; tuttavia test condotti a terra dimostrarono che le batterie erano in grado di sostenere la navetta fino alla fine della missione. Gemini 7 rientrò con successo il 18 dicembre, stabilendo il record di durata per un volo spaziale dopo aver portato a termine 206 orbite.

#### Gemini 12

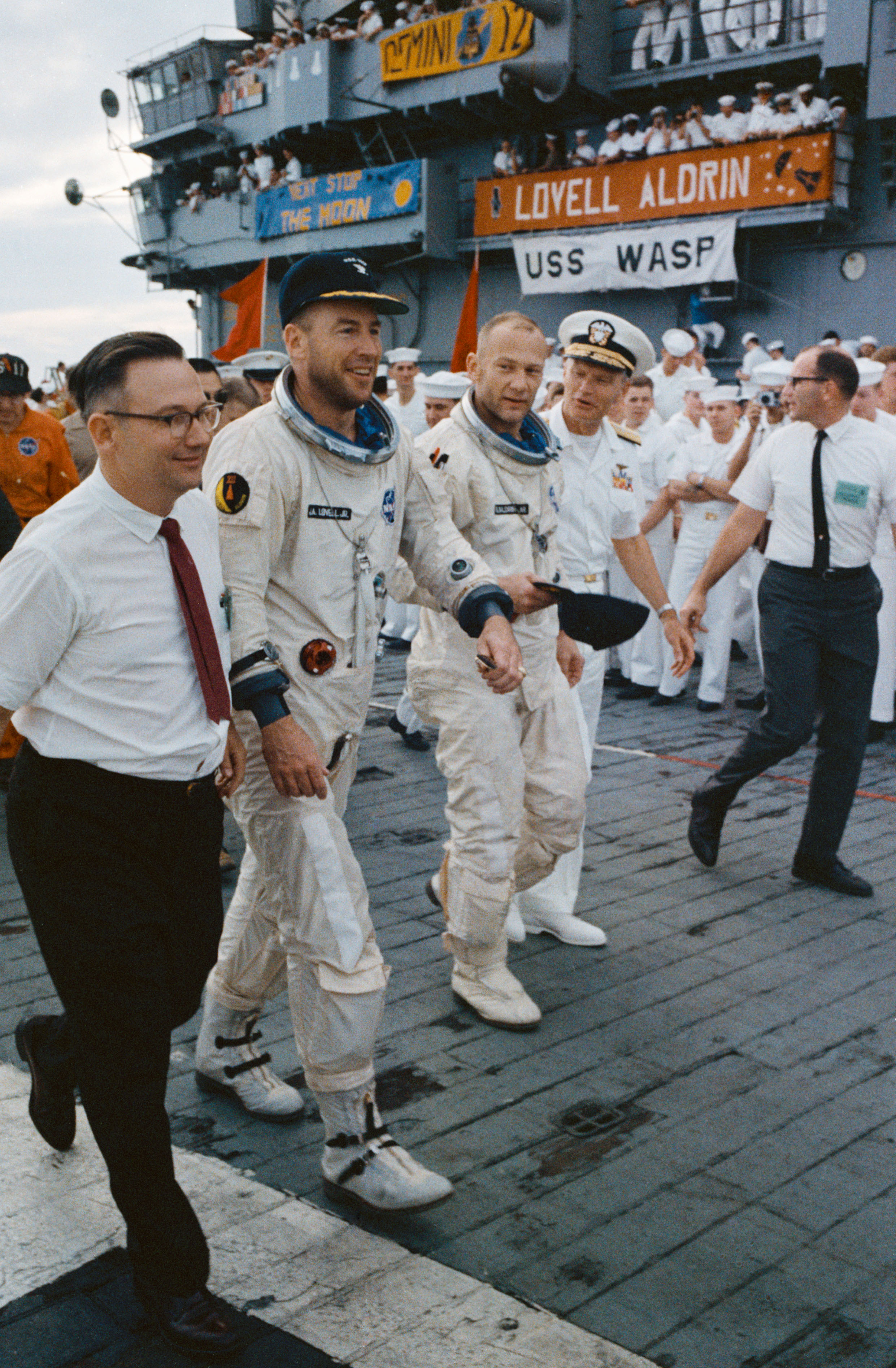
Lovell (secondo da sinistra) e Buzz Aldrin (terzo da sinistra) arrivano a bordo della nave di recupero, la portaerei USS Wasp, dopo il volo di Gemini 12.

Il 24 gennaio 1966, Lovell fu nominato pilota comandante di riserva per la missione Gemini 10, con Aldrin come pilota. Il 21 marzo, tale designazione cambiò a seguito della morte dell'equipaggio primario di Gemini 9, composto da Elliot See e Charles Bassett, in un incidente aereo. L'equipaggio di riserva di Gemini 9, Tom Stafford e Gene Cernan, divenne l'equipaggio primario di Gemini 9A, e Lovell e Aldrin divennero al loro volta le riserve. Questo posizionò Lovell per il suo secondo volo e il suo primo comando, quello di Gemini 12. La selezione di Lovell e Aldrin per questa missione fu ufficialmente annunciata il 17 giugno, insieme a quella di Gordon Cooper e Gene Cernan come loro riserve.
Gli obiettivi di Gemini 12, l'ultima missione del programma Gemini, erano inizialmente poco definiti. «In sostanza Gemini 12 non aveva una missione», ricordò in seguito Lovell. «Era, credo, per default ... destinata a concludere il programma Gemini e recuperare tutti quegli elementi che non erano stati affrontati nei voli precedenti». A luglio, lo scopo primario era diventato quello di padroneggiare l'attività extraveicolare (EVA), un'operazione che si era rivelata problematica nei precedenti voli, poiché erano state più faticose del previsto e l'esecuzione di semplici compiti si era dimostrata più complessa di quanto preventivato. Una serie di innovazioni erano state, quindi, sviluppate in risposta ai problemi incontrati. Si era scoperto che muoversi nello spazio era simile a muoversi sott'acqua, e Aldrin fece uso di questa nuova tecnica di addestramento. Fu fornita all'astronauta una cintura di contenimento in vita sulla sua tuta spaziale, e la navicella Gemini e il veicolo target Agena furono dotati di ulteriori corrimani, appigli e anelli per fissarla. Le procedure da eseguire furono modificate per ridurre al minimo l'affaticamento.
Gemini 12 decollò l'11 novembre e raggiunse rapidamente l'orbita. Il primo compito fu quello di eseguire un rendezvous con il veicolo target Agena. Ciò si dimostrò complicato a causa del guasto del radar dedicato all'operazione. Aldrin, che aveva scritto il suo dottorato proprio sull’operazione rendezvous, utilizzò un sestante per misurare l'angolo tra la navicella e l'Agena, e poi calcolò le azioni necessarie utilizzando il computer di bordo. Lovell pilotò quindi la navicella sulla base di questi calcoli. Il rendezvous fu raggiunto, e Gemini riuscì ad agganciarsi con successo all'Agena, realizzando il quinto rendezvous spaziale della storia e il quarto aggancio spaziale con un veicolo target Agena. Lovell riuscì poi a sganciarsi e riagganciarsi nuovamente.

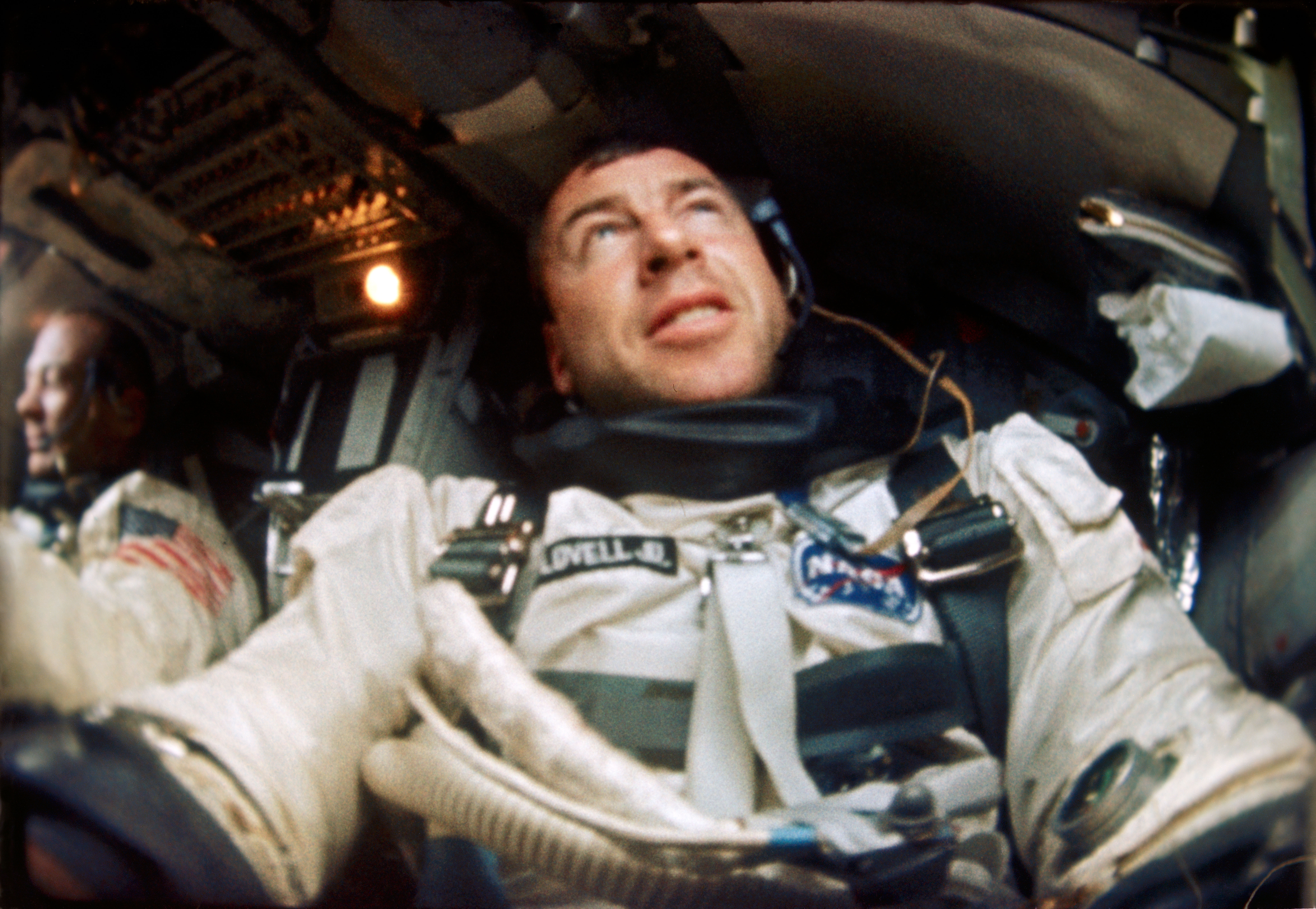
Lovell a bordo della Gemini 12

Aldrin eseguì tre EVA. La prima fu una EVA "standup", compiuta il 12 novembre, in cui il portello della navicella fu aperto e l'astronauta si mise in piedi, senza però uscire. La EVA standup imitava alcune delle azioni che avrebbe svolto durante la sua successiva attività extraveicolare in volo libero, così da poter confrontare lo sforzo tra le due. In questa occasione Aldrin stabilì un record di due ore e venti minuti di EVA. Il giorno successivo, sempre Aldrin, eseguì la sua EVA in volo libero: l'astronauta si spostò lungo i nuovi corrimani installati fino all'Agena e installò il cavo necessario per l'esperimento di stabilizzazione a gradiente di gravità. Svolse anche diversi compiti, tra cui installare connettori elettrici e testare strumenti che sarebbero stati necessari per l'Apollo. La EVA si concluse dopo due ore e sei minuti. Prima di rientrare nella navicella, Aldrin pulì il finestrino del pilota con un panno, e Lovell gli chiese scherzosamente se poteva anche cambiare l'olio. Una terza EVA standup, della durata di 55 minuti, fu condotta il 14 novembre, durante la quale Aldrin scattò fotografie, condusse esperimenti e gettò via alcuni oggetti non necessari.
Gemini 12 tornò sulla Terra il 15 novembre, dopo 59 orbite. Durante il rientro, una borsa contenente libri e piccoli strumenti si staccò e atterrò sulle ginocchia di Lovell. Non volle afferrarla, temendo di tirare la maniglia d-ring che attivava il seggiolino eiettabile. In ogni caso, la borsa non si mosse ulteriormente, e l'atterraggio andò bene. La navicella ammarò a soli 5,5 chilometri  dalla nave di recupero, la portaerei USS Wasp. Questa missione dimostrò che gli astronauti erano in grado di lavorare efficacemente all'esterno della navicella, cosa necessaria per le missioni previste del programma Apollo che avevano l'obiettivo di portare l'uomo sulla Luna entro la fine del decennio.

### Programma Apollo

#### Apollo 1
Il 27 gennaio 1967, gli astronauti Grissom, White e Roger Chaffee persero la vita nell’incendio dell’Apollo 1. In quel momento, Lovell si trovava a Washington, dove, insieme agli astronauti Neil Armstrong, Scott Carpenter, Gordon Cooper e Richard Gordon, aveva partecipato alla firma dell'Outer Space Treaty e al successivo ricevimento nella Green Room della Casa Bianca. Quattro giorni dopo, Lovell volò a West Point (New York), con Borman su un T-38 della NASA per il funerale di White presso la Old Cadet Chapel. Dopo la cerimonia, White fu sepolto nel West Point Cemetery; Lovell servì come portatore di bara insieme ad Armstrong, Borman, Conrad, Stafford e Aldrin.
Dopo l'incidente, il modulo di comando e servizio Apollo fu riprogettato e successivamente sottoposto a una serie di test di qualificazione. Nell'aprile 1968, Lovell, insieme agli astronauti Stuart Roosa e Charles Duke, trascorse 48 ore nel modulo di comando CM-007A, alla deriva nel Golfo del Messico, per testare la galleggiabilità della navicella. Durante il test, la nave di ricerca della NASA Retriever rimase di supporto con tecnici e sommozzatori, mentre gli astronauti valutavano la rapidità con cui i dispositivi di galleggiamento della navicella potevano raddrizzarla dalla posizione "stable II" (posizione capovolta). Il tubo di raccolta delle urine fu usato per aspirare l’acqua che era entrata nella cabina. Sebbene questo non sembrasse disturbare Lovell, Duke lo considerò la sua peggior esperienza come astronauta, e Roosa soffrì di forte mal di mare. Il giornale della NASA Roundup raccontò l’episodio con il titolo "Yo, Ho, Ho and a Bottle of Marezine", facendo riferimento al nome commerciale di un farmaco contro il mal di mare.

#### Apollo 8

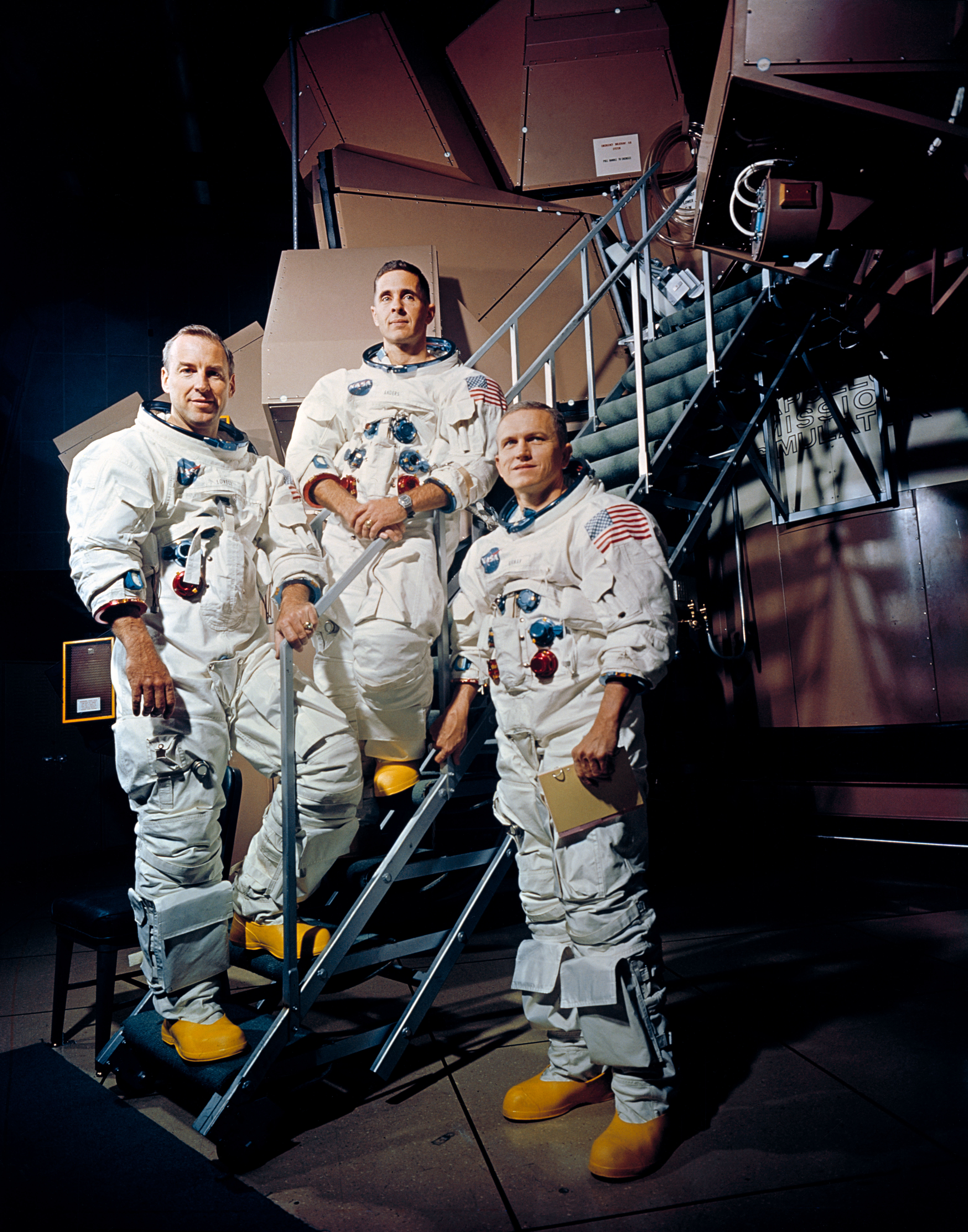
L’equipaggio di Apollo 8. Da sinistra a destra: Lovell, William Anders e Frank Borman.

Lovell fu inizialmente scelto come pilota del modulo di comando (CMP) nell’equipaggio di riserva di Apollo 9 insieme ad Armstrong come comandante (CDR) e Aldrin come pilota del Modulo lunare (LMP). Apollo 9 era stata pianificata come un test del Modulo Lunare (LM) in orbita terrestre alta. Successivamente, Lovell fu assegnato come sostituto di Michael Collins come CMP nell’equipaggio primario di Apollo 9 nel luglio 1968, quando Collins dovette sottoporsi a un intervento chirurgico per una escrescenza ossea sulla colonna vertebrale. Questo riunì Lovell con il suo comandante di Gemini 7, Frank Borman, insieme al LMP William Anders. Aldrin divenne il CMP di riserva di Lovell, e Fred Haise si unì all’equipaggio di Armstrong come LMP.
Ritardi nella realizzazione del primo Modulo Lunare con equipaggio impedirono che fosse pronto in tempo per volare su Apollo 8, missione pianificata come test in orbita terrestre bassa. Venne, quindi, deciso di scambiare gli equipaggi primari e di riserva di Apollo 8 e Apollo 9, in modo che l’equipaggio addestrato per il test a bassa quota potesse volare su Apollo 9, quando il LM sarebbe stato pronto. Un volo orbitale lunare, la missione Apollo 8, avrebbe sostituito l'obiettivo originale di Apollo 9 in orbita terrestre media. La decisione riguardo a tale modifica fu comunicata all’equipaggio il 10 agosto 1968, e il programma di addestramento fu adattato di conseguenza. Da settembre, l’equipaggio trascorse dieci ore al giorno nel simulatore per provare la missione.
Apollo 8 fu lanciata il 21 dicembre 1968.  Borman, Lovell e Anders divennero così i primi astronauti a volare sul razzo Saturn V, oltre che i primi a viaggiare verso la Luna. La loro navicella entrò in orbita lunare il 24 dicembre e ridusse la velocità per inserirsi in un’orbita di 312 chilometri. Il motore fu poi riacceso per entrare in un’orbita circolare di 112 chilometri intorno alla Luna.

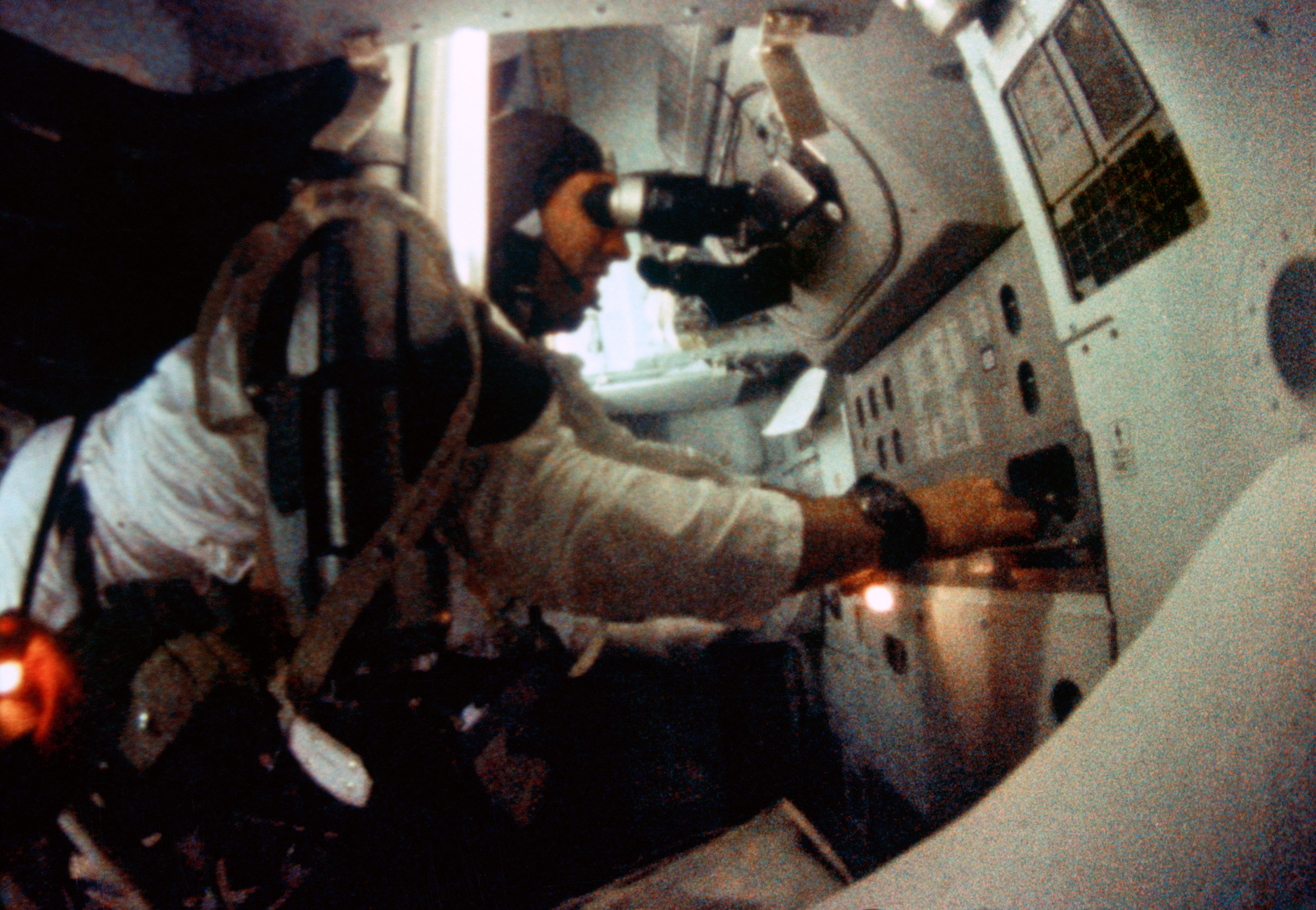
Lovell alla postazione di guida e navigazione del Modulo di Comando durante Apollo 8

La sera della vigilia di Natale, l’equipaggio trasmise immagini televisive in bianco e nero della superficie lunare verso la Terra. Lovell prese il suo turno con Borman e Anders nella lettura di un passo della storia biblica della creazione dal Libro della Genesi. I tre astronauti effettuarono un totale di dieci orbite della Luna in 20 ore e dieci minuti, e il 25 dicembre iniziarono il ritorno verso la Terra grazie ad un’accensione del motore quando si trovavano sul lato nascosto della Luna, fuori dal contatto radio con la Terra. Quando le comunicazioni furono ristabilite, Lovell trasmise: «Vi informiamo che esiste Babbo Natale».
Come CMP, Lovell svolse il ruolo di navigatore, usando il sestante integrato della navicella per determinare la posizione misurando le posizioni delle stelle. Queste informazioni venivano poi usate per calcolare le correzioni di rotta. Lovell sfruttò anche momenti di inattività per fare osservazioni inerenti alla navigazione, manovrando il modulo per osservare le stelle usando la tastiera dell'Apollo Guidance Computer. Nel fare questo, inserì però codici errati che cancellarono parte della memoria del computer, portando il sistema di misura inerziale (IMU) a ritenere che il modulo fosse ancora nell’orientamento iniziale di lancio; l'IMU attivò quindi i propulsori per correggere l’assetto.

Quando l’equipaggio capì la causa del problema, procedette a reinserire manualmente i dati corretti per informare il computer dell’orientamento reale. Lovell impiegò dieci minuti per trovare i valori giusti, allineando le stelle Rigel e Sirio con i propulsori, e altri 15 minuti per inserire i dati corretti. Sedici mesi dopo, durante la missione Apollo 13, Lovell avrebbe dovuto eseguire un riallineamento manuale simile in condizioni ancora più critiche dopo aver dovuto spegnere l’IMU per risparmiare energia.
Una formazione presente sulla superficie lunare, il Monte Marilyn, fu chiamata da Lovell in onore di sua moglie.
La navicella ammarò in sicurezza prima dell’alba del 27 dicembre, dopo 147 ore di volo, a 2,6 chilometri dalla nave di recupero, la portaerei USS Yorktown. Venne stimato che l’equipaggio avesse percorso 933419 km.

#### Apollo 13

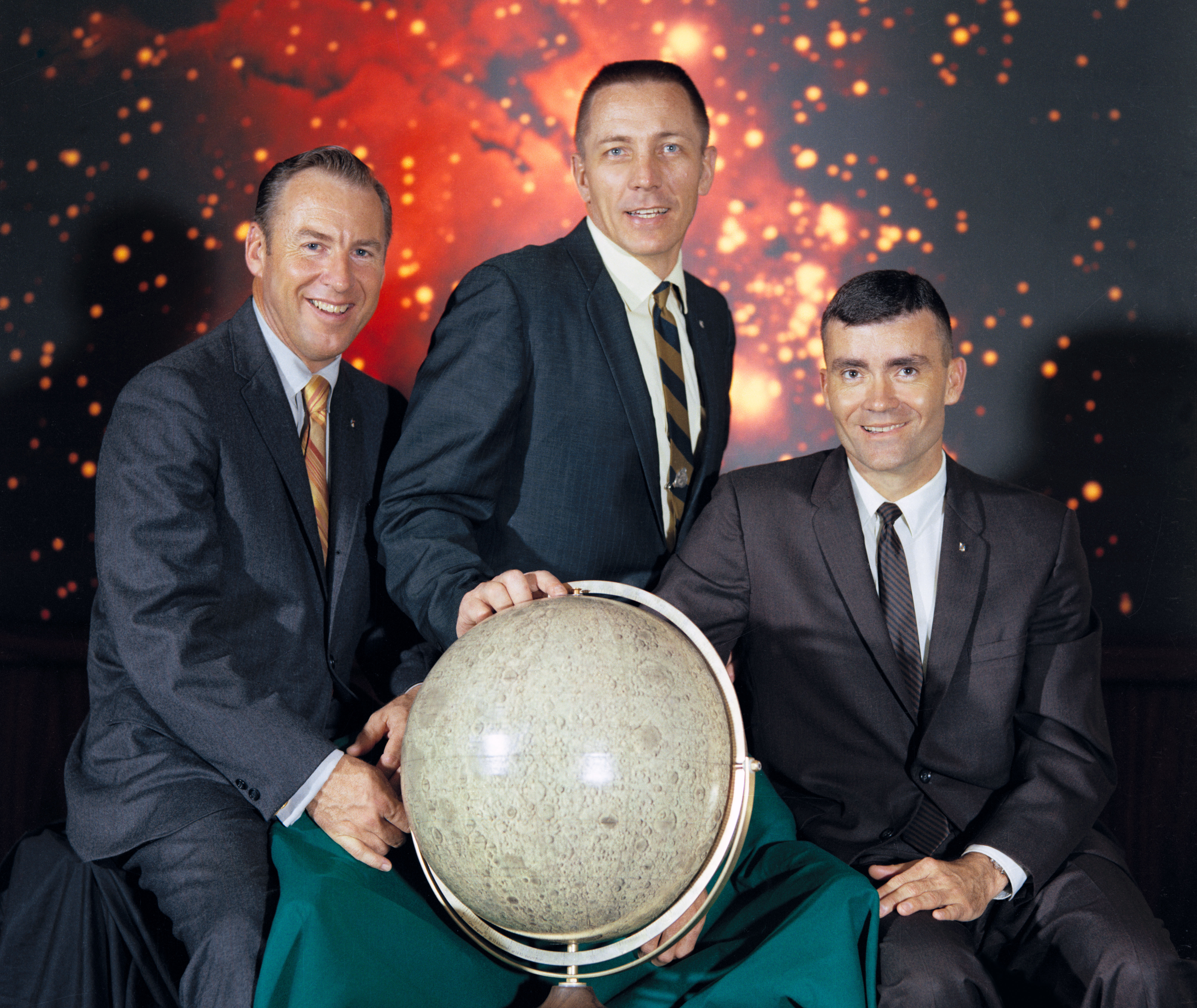
L'equipaggio di Apollo 13, da sinistra a destra: Lovell, Swigert e Haise

Lovell venne nominato comandante di riserva per la missione Apollo 11, insieme ad Anders come pilota del modulo di comando e Haise come pilota del modulo lunare. All'inizio del 1969, Anders accettò un incarico presso il National Aeronautics and Space Council con effetto dall'agosto successivo e annunciò che si sarebbe ritirato dal corpo astronauti in quel momento. Ken Mattingly fu quindi spostato dall'equipaggio di supporto all'equipaggio di riserva al posto di Anders nel caso in cui il lancio di Apollo 11 fosse stato rinviato oltre la prevista data di luglio, momento in cui Anders non sarebbe stato disponibile.
Secondo la normale rotazione degli equipaggi in vigore durante il programma Apollo, Lovell, Mattingly e Haise erano destinati a volare come equipaggio principale di Apollo 14, ma George Mueller, direttore dell'Office of Manned Space Flight della NASA, respinse la scelta di Slayton di affidare il comando della missione Apollo 13 all'astronauta del Mercury Seven Alan Shepard. Shepard era appena tornato in attività dopo essere stato sospeso dai voli per diversi anno per motivi di salute e Mueller riteneva che avesse bisogno di più tempo per addestrarsi ad una missione lunare. Slayton chiese quindi a Lovell se fosse disposto a scambiarsi con l'equipaggio di Shepard per dare a quest'ultimo più tempo per prepararsi. «Certo, perché no?» rispose Lovell, «Che differenza potrà mai esserci tra Apollo 13 e Apollo 14?»
Ci fu un'ulteriore modifica. Sette giorni prima del lancio, un membro dell'equipaggio di riserva di Apollo 13, Duke, contrasse la rosolia da un amico di suo figlio. Ciò aveva comportato l'esposizione al patogeno sia l'equipaggio principale che quello di riserva, che si addestravano insieme. Dei cinque astronauti, solo Mattingly non era immune a seguito di una precedente esposizione. Normalmente, se un membro dell'equipaggio principale doveva essere rimosso dalla missione, l'intero equipaggio sarebbe stato sostituito da quello di riserva, ma la malattia di Duke lo impedì, così, due giorni prima del lancio, Mattingly fu sostituito da Jack Swigert dell'equipaggio di riserva. Mattingly non sviluppò mai la rosolia e in seguito volò verso la Luna con Apollo 16.
L'11 aprile 1970 Lovell decollò quindi a bordo di Apollo 13. Lui e Haise avrebbero dovuto allunare vicino al cratere Fra Mauro. La formazione Fra Mauro si riteneva contenesse molto materiale espulso da un impatto che aveva riempito il mare Imbrium nella prima storia della Luna; poterla datare avrebbe fornito informazioni sulla storia primordiale della Terra e della Luna.

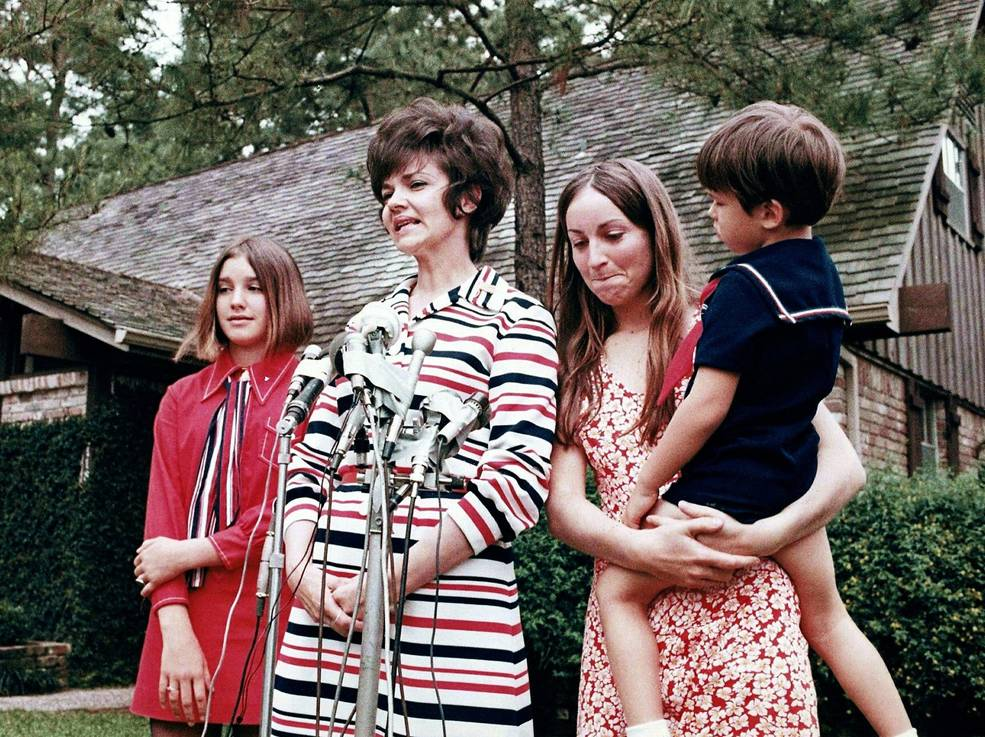
Marilyn Lovell e i figli Susan, Barbara e Jeffrey incontrano i giornalisti dopo il sicuro ritorno di Apollo 13.

Durante il viaggio verso la Luna, mentre l'equipaggio stava effettuando un rimescolamento di routine del serbatoio di ossigeno liquido si sviluppò un incendio proprio nello stesso serbatoio. Successivamente la NASA determinò la causa più probabile in un danneggiamento dell’isolamento elettrico dei cablaggi che creò una scintilla che innescò l’incendio. Prima della missione era stato segnalato un problema nello svuotamento del serbatoio, e Lovell aveva approvato la procedura di accendere i riscaldatori per eliminare l’ossigeno invece di sostituire il serbatoio guasto, cosa che avrebbe ritardato la missione di un mese. Né lui né la squadra di terra erano a conoscenza che il serbatoio contenesse il termostato sbagliato. I riscaldatori rimasero accesi per otto ore e, sebbene ciò avesse effettivamente eliminato l’ossigeno, venne anche eliminato l’isolamento in dai fili elettrici in rame.
Con l'aumento della temperatura conseguente all'incendio, l’ossigeno liquido si trasformò rapidamente in gas ad alta pressione che finì per far esplodere il serbatoio e causare anche la perdita di un secondo serbatoio di ossigeno. In poco più di due ore, tutto l’ossigeno presente a bordo andò perso, comportando lo spegnimento delle celle a combustibile che fornivano energia elettrica al modulo di comando e servizio Odyssey.

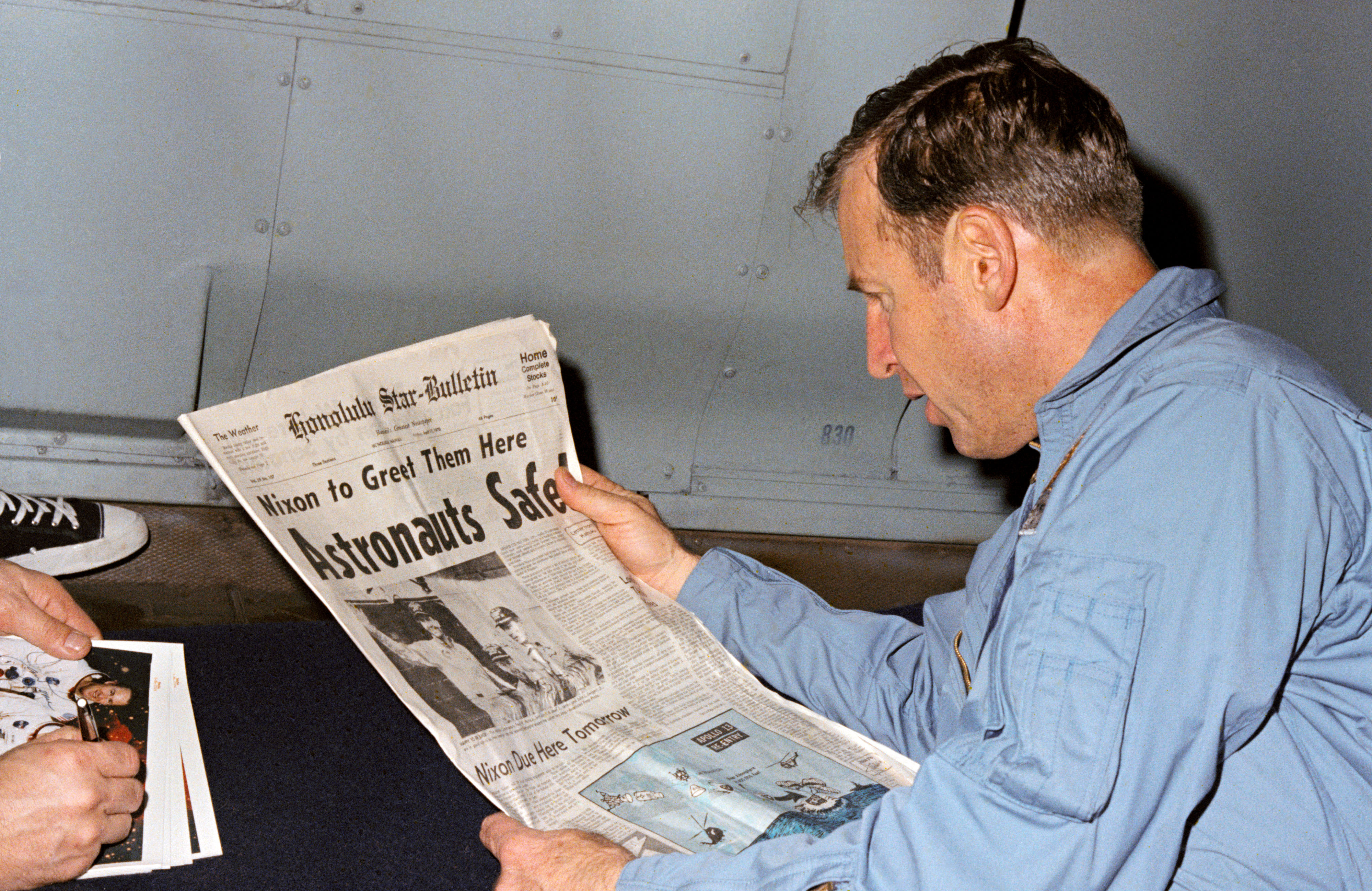
Lovell legge un articolo di giornale sul rientro di Apollo 13 a bordo della nave di recupero USS Iwo Jima.

Apollo 13 fu la seconda missione prevista per non utilizzare una traiettoria a ritorno libero; tale scelta avrebbe permesso di poter raggiungere le regioni lunari occidentali. Usando il modulo lunare come una "scialuppa di salvataggio", in grado di fornire energia dalle batterie, ossigeno e propulsione, Lovell e il suo equipaggio riuscirono a riportare la navetta su una traiettoria a ritorno libero  e aggirare la Luna per tornare sulla Terra. Basandosi sui calcoli effettuati dai controllori di volo sulla Terra, Lovell dovette correggere la rotta due volte controllando manualmente i propulsori e il motore del modulo lunare.
Apollo 13 rientrò sano e salvo sulla Terra il 17 aprile. «Temo», disse Lovell, «che questa sarà l’ultima missione lunare per molto tempo». Il suo commento fu contestato dall’amministratore della NASA Thomas O. Paine, che si affrettò a rassicurare il pubblico che la NASA avrebbe intrapreso altre missioni lunari. Nove mesi dopo, Apollo 14 compì il viaggio verso Fra Mauro, con serbatoi di ossigeno modificati e una batteria extra per le emergenze.
La traiettoria di volo seguita da Apollo 13 conferì a Lovell, Haise e Swigert il record, tutt'oggi (al 2025) imbattuto, della distanza più lontana mai raggiunta dall’uomo dalla Terra. Lovell è uno dei soli tre uomini ad aver viaggiato due volte sulla Luna, ma, a differenza degli altri due, John Young e Gene Cernan, non vi ha mai camminato. In tutte le sue quattro missioni tra Gemini e Apollo, accumulò 715 ore e 5 minuti, un record personale che rimase fino alla missione Skylab 3 nel 1973.

## Anni successivi

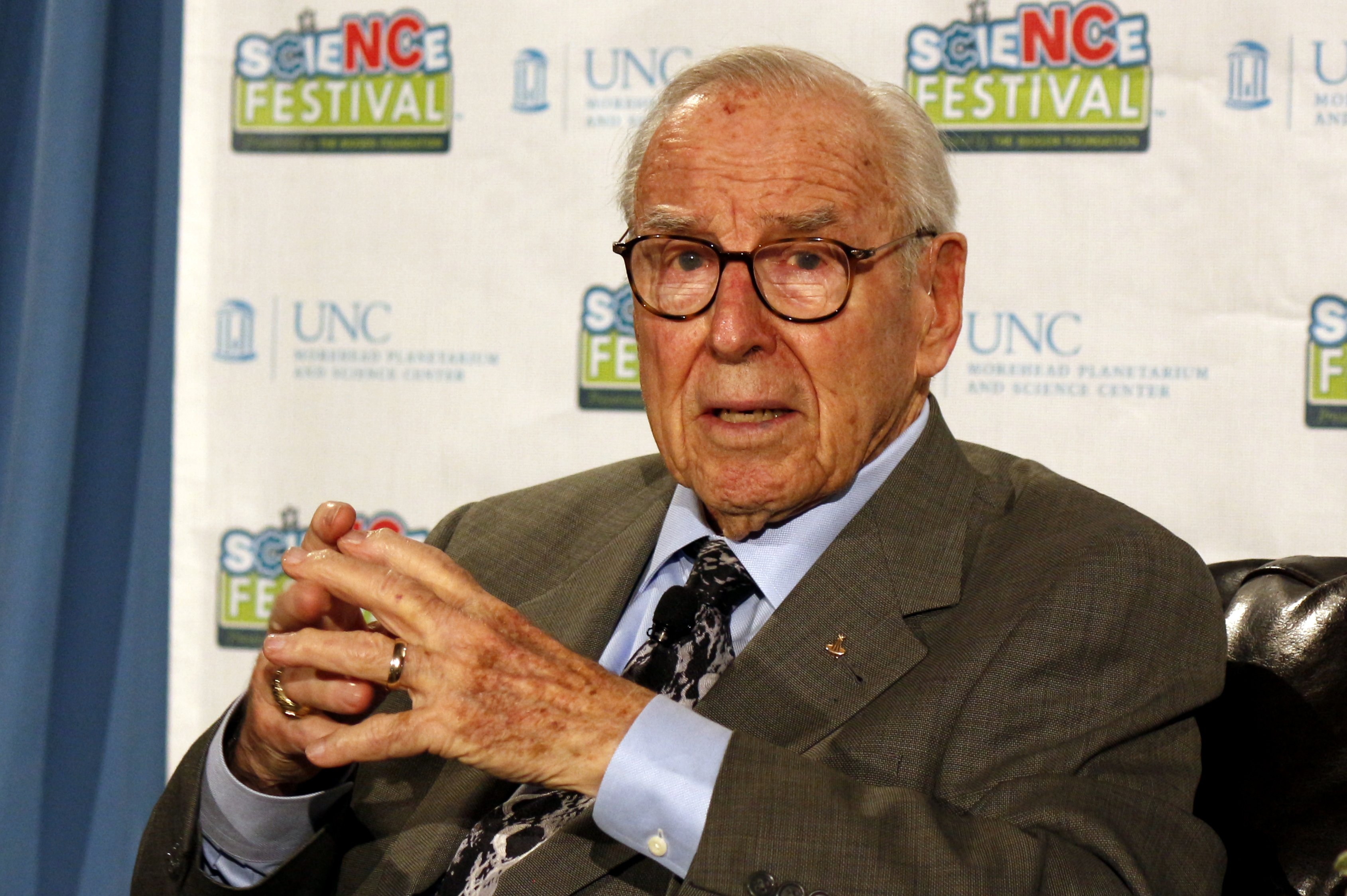
Lovell mentre parla al North Carolina Science Festival nell'aprile 2017

Lovell si ritirò dalla Marina e dal programma spaziale il 1º marzo 1973, e iniziò a lavorare per la Bay-Houston Towing Company a Houston, Texas, assumendo il ruolo di amministratore delegato nel 1975. Divenne presidente della Fisk Telephone Systems nel 1977, e successivamente lavorò per la Centel Corporation a Chicago, ritirandosi come vicepresidente esecutivo il 1º gennaio 1991. Lovell è stato insignito del Distinguished Eagle Scout Award e ricevette anche il Silver Buffalo Award dai Boy Scouts of America.
Lovell ha fatto parte del consiglio di amministrazione di diverse organizzazioni, inclusa la Federal Signal Corporation di Chicago dal 1984 al 2003, della Astronautics Corporation of America nella sua città natale, Milwaukee, dal 1990 al 1999, e della Centel dal 1987 al 1991.
Nel 1999 la famiglia Lovell aprì un ristorante a Lake Forest (Illinois), chiamato "Lovell's of Lake Forest". Il ristorante esponeva cimeli del periodo di Lovell trascorso alla NASA e durante le riprese del film Apollo 13. Il ristorante fu venduto al figlio e chef esecutivo James ("Jay") nel 2006. Nel febbraio 2014 il ristorante fu messo in vendita, per poi chiudere nell’aprile 2015, con la proprietà messa all’asta nello stesso mese.
La moglie di Lovell, Marilyn (nata l’11 luglio 1930), morì per cause naturali il 27 agosto 2023 all’età di 93 anni.
Lovell morì il 7 agosto 2025, nella sua casa di Lake Forest, Illinois, all'età di 97 anni.

## Nei media
Circa un mese dopo il ritorno sulla Terra di Apollo 13, Lovell e i suoi compagni di equipaggio, Fred Haise e Jack Swigert, apparvero nel The Tonight Show con il conduttore Johnny Carson. Nel 1976, Lovell fece un'apparizione cameo nel film di Nicolas Roeg L'uomo che cadde sulla Terra.
Lovell e Jeffrey Kluger scrissero un libro nel 1994 sulla missione Apollo 13, Lost Moon: The Perilous Voyage of Apollo 13, da cui fu tratto il film del 1995 di Ron Howard Apollo 13. La prima impressione di Lovell quando gli fu proposto il film fu che Kevin Costner sarebbe stata una buona scelta per interpretarlo, data la somiglianza fisica, ma il ruolo fu affidato a Tom Hanks. Per prepararsi, Hanks visitò James e Marilyn Lovell nella loro casa in Texas e volò con Lovell nel suo aereo privato. Kathleen Quinlan fu nominata all’Oscar alla miglior attrice non protagonista per la sua interpretazione di Marilyn.
Nel film, Lovell ha un cameo come comandante della USS Iwo Jima. Lo si vede come ufficiale navale che stringe la mano a Hanks, mentre quest’ultimo parla in voice-over, nella scena in cui gli astronauti salgono a bordo della Iwo Jima. I produttori gli offrirono di interpretare un ammiraglio a bordo della nave, ma Lovell disse: «Mi sono ritirato come capitano e capitano resterò.» Insieme a sua moglie Marilyn, presente anch'essa in un cameo nel film, Lovell fornì un commento audio sia per la versione DVD a disco singolo sia per quella speciale a due dischi.
Tim Daly interpretò Lovell nella miniserie HBO del 1998 Dalla Terra alla Luna, e Pablo Schreiber lo interpretò nel film del 2018 su Armstrong, First Man.